# الفهيدي (مترو دبي)
شرف دي جي (اللغة الإنجليزية: Sharaf DG ) هي محطة عبور سريع على الخط الأخضر لمترو دبي في دبي، الإمارات العربية المتحدة..

## الموقع
تقع محطة شرف دي جي على حافة قلب دبي التاريخي، أسفل تقاطع طريق خالد بن الوليد وشارع المنخول. تشمل المعالم السياحية القريبة المسجد الكبير ومتحف دبي وحديقة الخور والعديد من الفنادق.

## التاريخ
افتتحت محطة شرف دي جي جنبًا إلى جنب مع الامتداد الأولي للخط الأخضر في 9 سبتمبر 2011 باسم محطة الفهيدي ، مع قطارات تنطلق من الخور إلى اتصالات. في ديسمبر 2012 ، أعلنت هيئة الطرق والمواصلات أن محطة شرف دي جي  شهدت أعلى نسبة ركاب من بين جميع محطات الخط الأخضر منذ افتتاحها في عام 2011، بإجمالي 5.232 مليون مسافر.  وفي 25 نوفمبر 2020 تم تغيير  اسم محطة الفهيدي إلى محطة شرف دي جي وذلك بموجب اتفاقية بين هيئة الطرق ومجموعة شرف.

## تخطيط المحطة
كما هو الحال مع المحطات الأخرى في وسط دبي التاريخي ، شرف دي جي هي محطة مترو أنفاق ، مع مسارات ومنصات تقع أسفل طريق خالد بن الوليد. يوجد رصيفان جانبيان ومساران ، مع إمكانية الوصول إلى المحطة من جميع الزوايا الأربع لتقاطع طريق خالد بن الوليد مع طريق المنخول. يتميز مخطط ألوان شرف دي جي باستخدام البلاط الأحمر الفاتح الذي يرمز إلى عنصر النار. تستوحي محطات مترو دبي الأخرى الإلهام من النار وكذلك الهواء والماء والأرض.